# Carl Vaugoin
Carl Vaugoin (Vienna, 8 luglio 1873 – Krems an der Donau, 10 giugno 1949) è stato un politico austriaco.
Ha ricoperto il ruolo di ottavo Cancelliere dell'Austria dal settembre al dicembre 1930, durante il periodo della Prima repubblica.
Era rappresentante del Partito Cristiano-Sociale.
Dal settembre 1929 al settembre 1930 è stato Vice-Cancelliere, mentre dall'aprile 1921 al settembre 1933 ha svolto l'incarico di Ministro della difesa.